# Rin Tin Tin (film)
Rin Tin Tin (ang. Finding Rin Tin Tin) – amerykańsko-bułgarski film familijny z 2007, w reżyserii Danny'ego Lernera.
Film prezentuje historię tytułowego Rin Tin Tina – legendarnego psa, owczarka niemieckiego, późniejszej gwiazdy filmowej.

## Fabuła
I wojna światowa, mała miejscowość na terenie Francji. Amerykański pilot Lee Duncan, odnajduje w zbombardowanym, opuszczonym przez Niemców schronie psy (sukę z młodymi). Zabiera zwierzęta ze sobą do bazy i bierze pod swoją opiekę jedno ze szczeniąt.
Szczeniak o imieniu Rin Tin Tin szybko rośnie, jest bardzo bystry i przywiązany do swojego pana. Razem przeżywają w bazie wiele różnych przygód, ale grozi im rozstanie i "wydalenie" psa z armii, ponieważ jest strasznym rozrabiaką. Jedynym ratunkiem dla nich jest szkolenie. Duncan nawiązuje kontakt z dawnym właścicielem matki Rin Tin Tina, z którego pomocą udaje mu się wyszkolić i ułożyć przyjaciela. Dzięki nowym umiejętnościom i jeszcze silniejszym więzom przyjaźni są w stanie uratować sytuację w bazie i zdobyć uznanie przełożonych Duncana.

## Obsada
- Młody Rin Tin Tin – Lana, Andy
- Rin Tin Tin – Oskar, Sunny, Mira, Zuza
- Lee Duncan – Tyler Jensen
- Gaston – Gregory Gudgeon
- Nikolaus – Ben Cross
- Johnson – Steven O'Donnell
- Major Snickens – William Hope
- Captain Sandman – Todd Jensen
- Jacques – Ivan Rankov
- Lieutenant Bryant – Ian Porter

i inni